# Аналандия
Аналандия (порт. Analândia) — муниципалитет в Бразилии, входит в штат Сан-Паулу. Составная часть мезорегиона Араракара. Входит в экономико-статистический микрорегион Сан-Карлус. Население составляет 3997 человек на 2006 год. Занимает площадь 326,630 км². Плотность населения — 12,2 чел./км².

## История
Город основан 21 июня 1897 года.

## Статистика
- Валовой внутренний продукт на 2003 составляет 85.422.119,00 реалов (данные: Бразильский институт географии и статистики).
- Валовой внутренний продукт на душу населения на 2003 составляет 22.438,17 реалов (данные: Бразильский институт географии и статистики).
- Индекс развития человеческого потенциала на 2000 составляет 0,804 (данные: Программа развития ООН).

## География
Климат местности: субтропический. В соответствии с классификацией Кёппена, климат относится к категории Cfb.

## Религия
Христианство присутствует в городе следующим образом:

### католическая церковь
Католическая церковь в муниципалитете является частью Епархия Лимейры.

### протестантская церковь
В городе присутствуют самые разнообразные евангелические верования, в основном пятидесятники, в том числе Ассамблея Божья в Бразилии (крупнейшая евангелическая церковь в стране), Христианские конгрегации Бразилии и другие. Эти конфессии все больше и больше растут по всей Бразилии.